# Убийство Ди-Ди Бланшар
14 июня 2015 года помощники шерифа в округе Грин (штат Миссури, США) обнаружили тело Клоддин «Ди-Ди» Бланшар (англ. Clauddine "Dee Dee" Blanchard, девичья фамилия — Питр англ. Pitre (род. 3 мая 1967, Чакбей, Луизиана, США) лицом вниз на кровати в спальне её дома недалеко от Спрингфилда в луже крови от колотых ран, нанесённых несколькими днями ранее. Не было никаких следов её дочери Джипси-Роуз, которая, по словам Ди-Ди, страдала лейкемией, астмой, мышечной дистрофией, а также несколькими другими хроническими заболеваниями и имела «умственные способности 7-летнего ребёнка из-за повреждения мозга», в результате преждевременных родов.
Прочитав тревожные сообщения в Facebook днём ранее, обеспокоенные соседи уведомили полицию, сообщив, что Ди-Ди могла стать жертвой обмана, а её дочь Джипси-Роуз могла быть похищена. На следующий день полиция нашла Джипси-Роуз в Висконсине, куда она ехала со своим парнем Николасом Годеджоном, с которым она познакомилась в Интернете. Следователи объявили, что она на самом деле взрослая и не страдает от каких-либо физических и психических проблем, которые, по утверждениям её матери, у неё были. Тогда возмущение общественности по поводу возможного похищения девочки-инвалида сменилось шоком и некоторой симпатией к Джипси-Роуз.
Дальнейшее расследование показало, что некоторые врачи, обследовавшие Джипси-Роуз, не обнаружили никаких доказательств заявленных матерью синдромов. Один врач предположил, что Ди-Ди страдала делегированным синдромом Мюнхгаузена — психическим расстройством, которое заставляет родителей или других опекунов преувеличивать, фальсифицировать или вызывать болезнь у человека, находящегося под их опекой, чтобы вызвать сочувствие или внимание. Ди-Ди немного изменила написание своего имени после того, как её семья, подозревавшая, что она отравила мачеху, рассказала ей, как она относилась к Джипси-Роуз. Тем не менее многие люди восприняли её ситуацию как правдивую, и им помогали такие благотворительные организации, как Habitat for Humanity International, Ronald McDonald House и Make-A-Wish Foundation.
Ди-Ди заставляла свою дочь притворяться моложе, чем она есть, и притворяться инвалидом и хронически больной, подвергая её ненужным хирургическим операциям и приёму лекарств, и контролировала её с помощью физического и психологического насилия. Доктор Марк Фельдман, международный эксперт по искусственным расстройствам, заявил, что это был первый из пережитых им случаев, когда подвергшийся насилию ребёнок убил своего родителя. Джипси-Роуз признала себя виновной в убийстве второй степени и отбыла 10-летний срок. После непродолжительного судебного разбирательства в ноябре 2018 года Годеджон был признан виновным в убийстве первой степени и приговорён к пожизненному заключению без возможности условно-досрочного освобождения.
28 декабря 2023 года Джипси Роуз Бланшар вышла на свободу.

## Биография Ди-Ди

### Ранняя жизнь и брак
Клоддин Питр родилась в Чакбее (штат Луизиана), недалеко от побережья Мексиканского залива в 1967 году, и выросла со своей семьёй в соседнем Голден-Мидоу. Родители Клоддин — Клод-Энтони Питр-старший и Эмма-Лоис Гисклэр. У неё было пять братьев и сестёр: Клод-младший, Клаудия, Эванс, Дорла и Тодд.
Родственники вспоминают, что в детстве она иногда занималась мелкими кражами, часто в качестве мести, когда дела шли не так, как надо. В какой-то момент в начале своей взрослой жизни она работала помощницей медсестры. Семья выразила подозрение, что в 1997 году она могла убить свою мать, заморив её голодом.
Когда ей было 24 года, она забеременела от 17-летнего Рода Бланшара. Они назвали свою дочь Джипси-Роуз, потому что Клоддин понравилось имя Джипси, а Род был поклонником рок-группы «Guns N’ Roses». Незадолго до рождения Джипси-Роуз в июле 1991 года, пара рассталась, когда Род, как он сказал в 2017 году, понял, что «женился не по той причине». Несмотря на попытки Клоддин заставить его вернуться, он этого не сделал, и она переехала с новорождённой дочкой к своей семье.

### Детство Джипси-Роуз
По словам Рода, который на тот момент оставался связанным со своей дочерью, к тому времени, когда Джип (так её называли в семье) исполнилось три месяца, её мать была убеждена, что ребёнок страдает апноэ во сне, и начала возить её в больницу, где девочка спала с монитором сна и проходила другие тесты, которые не выявили никаких признаков заболевания. Тем не менее, вспоминает он, Клоддин была убеждена, что у Джипси широкий спектр проблем со здоровьем, которые она приписывала неустановленному хромосомному заболеванию.
Джипси вспоминала, что когда ей было 7—8 лет, она ехала на мотоцикле с дедом, и они попали в небольшую аварию. У неё была ссадина на колене, которая, по словам её матери, была видимым признаком травм, для правильного лечения которых потребовалось несколько операций. С тех пор Джипси, которую мать уже заставила пользоваться ходунками, была прикована к инвалидной коляске, хотя она была достаточно здоровой, чтобы ходить самостоятельно.
Джипси часто ходила с родителями на мероприятия Специальной Олимпиады. В 2001 году, когда Клоддин говорила, что Джипси 8 лет (на самом деле ей было 10), её назвали почётной королевой Креве в Мид-Сити — парада, ориентированного на детей, который проводился во время Марди Гра в Новом Орлеане.
Джипси перестала ходить в школу, скорее всего, после второго класса, а возможно, ещё даже в детском саду. После этого мать обучала её на дому, ссылаясь на тяжесть её болезни. Джипси удалось самостоятельно научиться читать по книгам о Гарри Поттере.
Отец Джипси Род женился повторно, а Клоддин переехала к своему отцу и мачехе. Позже они утверждали, что Клоддин, готовя еду для мачехи, отравила её гербицидами, и это также привело к её собственному хроническому заболеванию в тот период. За это время она была арестована за несколько мелких правонарушений, в том числе за выписку поддельных чеков. Когда Питры начали регулярно ссориться с ней из-за её обращения с Джипси и выражали подозрения относительно её роли в здоровье мачехи, она переехала с Джипси в Слайделл. Вскоре после этого здоровье мачехи нормализовалось.
В Слайделле они жили в социальном жилье. Клоддин оплачивала счета с помощью государственной помощи, которая была предоставлена в связи с предполагаемым состоянием здоровья её дочери, и выплат Рода на содержание ребёнка. Они проводили большую часть своего времени, посещая различных специалистов, в основном в Медицинском центре Тулейна и в детской больнице Нового Орлеана, в поисках лечения болезней, от которых, по словам Клоддин, страдала Джипси, и которые, по её словам, теперь включали в себя проблемы со слухом и зрением. Хотя биопсия мышц не выявила никаких признаков мышечной дистрофии, на которой настаивала Клоддин, ей удалось обеспечить лечение других предполагаемых проблем её дочери. После того, как она рассказала врачам, что у Джипси каждые несколько месяцев случаются судороги, они прописали ей противосудорожные препараты. За это время ей сделали несколько операций, и Клоддин регулярно возила Джипси в отделение неотложной помощи при незначительных недомоганиях.
После того, как ураган «Катрина» опустошил этот район в августе 2005 года, Клоддин и Джипси покинули свою разрушенную квартиру и отправились в приют в Ковингтоне, созданный для людей с особыми потребностями. Клоддин сказала, что во время наводнения были уничтожены медицинские записи Джипси, в том числе её свидетельство о рождении. Врач из Озарка предложила им переехать в её родной штат Миссури, и в следующем месяце их перебросили туда самолётом.

### Переезд в Миссури
Сначала Клоддин и Джипси жили в арендованном доме в Авроре, на юго-западе штата. Во время пребывания там Джипси была отмечена Фондом Олей, который защищает права получателей зондового питания, как ребёнок 2007 года. В 2008 году Habitat for Humanity построил для них небольшой дом с пандусом для инвалидных колясок и гидромассажной ванной в рамках более крупного проекта на севере Спрингфилда, и они переехали туда. История матери-одиночки с дочерью-инвалидом, вынужденной бежать от урагана «Катрина», привлекла значительное внимание местных средств массовой информации, и сообщество часто предлагало помощь женщине, которую теперь звали Клоддинна Бланшар, и которую они знали как Ди-Ди.
Поддержка включала в себя огромные благотворительные взносы. Бывая в Луизиане на время медицинских приёмов, они останавливались в Ronald McDonald House Charities; в Миссури они получили бесплатные авиабилеты для посещения врачей в Канзас-Сити, бесплатные поездки в Диснейуорлд и пропуск за кулисы на концерты Миранды Ламберт (где Джипси часто фотографировали с певицей) через Фонд Make-A-Wish Foundation, в дополнение к этому Habitat построили для них дом. Род Бланшар также продолжал выплачивать ежемесячные алименты в размере 1200 долларов, а также отправлял дочери подарки и время от времени разговаривал с ней по телефону (во время одного звонка, в день её 18-летия, он вспоминал, как Ди-Ди говорила ему не упоминать настоящий возраст дочери, поскольку «она думает, что ей 14»).
Род и его вторая жена регулярно пытались приехать в Спрингфилд, но по разным причинам Ди-Ди отменяла их планы. Она рассказала своим соседям в Спрингфилде, что отец Джипси-Роуз был жестоким наркоманом и алкоголиком, который никогда не смирялся с проблемами здоровья своей дочери и никогда не присылал им денег.
Многие люди, которые встречались с Джипси, были ею очарованы. Её рост 5 футов (150 см), почти беззубый рот, большие очки и высокий детский голос укрепили представление о том, что у неё есть все проблемы, о которых говорила её мать. Она часто носила парики или шляпы, чтобы скрыть облысение. Ди-Ди регулярно брила ей голову, чтобы имитировать безволосую внешность пациента, проходящего курс химиотерапии, говоря Джипси, что, якобы её лекарства в конечном итоге вызовут выпадение волос, поэтому лучше побрить их заранее. Когда они выходили из дома, Ди-Ди часто брала с собой кислородный баллон и трубку для кормления. Она кормила дочь детской жидкой пищевой добавкой PediaSure до 20 с лишним лет.
Ди-Ди использовала физическое насилие, чтобы контролировать свою дочь, всегда держа её за руку в присутствии других. Джипси вспоминает, что всякий раз, когда она говорила что-то, что предполагало, что она на самом деле не больна, или казалось, что она выше её предполагаемых умственных способностей, мать очень крепко сжимала её руку. Когда они были одни, Ди-Ди била её раскрытыми ладонями или плечиками для одежды.
Медицинские вмешательства продолжались. Ди-Ди обработала слюнные железы Джипси ботоксом, а затем полностью удалила их, чтобы контролировать слюнотечение, которое, как позже утверждала Джипси, её мать вызывала с помощью местного анестетика для обезболивания дёсен перед визитом к врачу. Отсутствие слюнных желез в сочетании с побочными эффектами противосудорожного лекарства, которое ей давали, привело к тому, что зубы Джипси разрушились до такой степени, что большая часть её передних зубов была удалена и заменена мостом. В её уши были имплантированы трубки, чтобы контролировать мириады предполагаемых ушных инфекций.

### Подозрения в обмане
Бернардо Фластерштейн, детский невролог, который видел Джипси в Спрингфилде, с подозрением отнёсся к её диагнозу мышечной дистрофии. Он заказал МРТ и анализы крови, которые не выявили отклонений. «Я не вижу причин, по которым она не ходит», — сказал он Ди-Ди во время следующего визита после того, как увидел, что Джипси стоит и может удерживать свой вес. Фластерштейн отметил, что Ди-Ди рассказала ему лишь плохой анамнез. Связавшись с врачами Джипси в Новом Орлеане, он узнал, что первоначальная мышечная биопсия Джипси оказалась отрицательной на мышечную дистрофию, что подрывало данный диагноз. Он подозревал возможность делегированного синдрома Мюнхгаузена. Ди-Ди сумела получить доступ к записям Фластерштейна и впоследствии перестала водить Джипси к нему.
Фластерштейн не стал сообщать о Ди-Ди в социальные службы. Он сказал, что другие врачи посоветовали ему лечить эту пару «золотыми перчатками», и сомневался, что власти ему поверят. В 2009 году анонимный звонивший сообщил полиции о том, что Ди-Ди использовала разные имена и даты рождения для себя и своей дочери, и предположил, что состояние здоровья Джипси лучше, чем заявлено. Офицеры, которые выполняли итоговую проверку здоровья, приняли объяснение Ди-Ди о том, что она использовала дезинформацию, чтобы её жестокому бывшему мужу было сложнее найти её и Джипси, не опросив при этом самого Рода, и сообщили, что Джипси, похоже, действительно была умственно неполноценной. Дело было закрыто.

### Растущая самостоятельность Джипси
Похоже, что Ди-Ди по крайней мере однажды подделала копию свидетельства о рождении своей дочери, перенеся дату её рождения на 1995 год, чтобы подтвердить утверждения о том, что она всё ещё была подростком. В более позднем интервью Джипси сказала, что в течение 15 лет, она не знала своего настоящего возраста. Иногда было такое, что она также утверждала, что оригинал был уничтожен во время наводнения. У Ди-Ди была ещё одна копия с фактической датой рождения Джипси. Её дочь вспоминает, что видела её во время одного из визитов в больницу и растерялась. Ди-Ди сказала ей, что это опечатка.
С 2001 года Джипси посещала конференции по научной фантастике и фэнтези, иногда в костюмах, так как она могла слиться с ними даже в инвалидной коляске. На мероприятии в 2011 году она предприняла ещё одну попытку побега, которая закончилась, когда мать нашла её в номере отеля с мужчиной, с которым она познакомилась в Интернете. И снова Ди-Ди предъявила документы, в которых была указана ложная, более ранняя дата рождения Джипси, и пригрозила сообщить об этом в полицию. Джипси вспоминает, что после этого Ди-Ди разбила её компьютер молотком и пригрозила сделать то же самое с её пальцами, если она когда-нибудь снова попытается сбежать, а также продержала Джипси прикованной к кровати в течение двух недель. Позже Ди-Ди рассказала дочери, что она подала в полицию документы, в которых указано, что она умственно неполноценная, из-за чего Джипси поверила, что если она попытается обратиться в полицию за помощью, они ей не поверят.
Где-то в 2012 году Джипси, которая продолжала пользоваться Интернетом после того, как мать ложилась спать, чтобы избежать её строгого надзора, связалась в Интернете с Николасом Годеджоном, молодым человеком примерно её возраста из Биг-Бенда, штат Висконсин (она сказала, что они встретились на христианском сайте знакомств). У Годеджона были свои собственные проблемы: судимость за непристойное обнажение и история психических заболеваний, которые иногда указывались как диссоциативное расстройство личности или аутизм.
В 2014 году Джипси призналась Алеа Вудманси (23-летняя соседка, которая, не зная реального возраста Джипси, воспринимала себя её «старшей сестрой»), что они с Годеджоном обсуждали побег и даже выбрали имена для потенциальных детей. Джипси, у которой было пять отдельных учётных записей в Facebook, и Годеджон флиртовали в Интернете, в их видеочатах иногда использовались элементы БДСМ, которые, по утверждению Джипси, были больше тем, чем он интересовался. Вудманси пыталась отговорить её от побега, всё ещё думая, что Джипси была слишком молода и, возможно, ей воспользовался интернет-извращенец. Она считала планы Джипси просто «фантазиями и мечтами, и что ничего подобного никогда не произойдёт». Несмотря на попытки Ди-Ди помешать ей пользоваться Интернетом, вплоть до уничтожения телефона и ноутбука дочери, Джипси поддерживала связь с Годеджоном, который сохранил распечатки сообщений, которые писала Джипси, до 2014 года.
В следующем году Джипси организовала и заплатила Годеджону за встречу с её матерью в Спрингфилде. Её план состоял в том, чтобы он просто натолкнулся на них, пока она и Ди-Ди были в кинотеатре, и таким образом они завязали отношения, а затем она представила его своей матери. Со слов Годеджона, как только они впервые встретились лично, Джипси привела его в туалет кинотеатра, где они занялись сексом. Они продолжили общение в Интернете и начали разработку плана убийства Ди Ди.

## Убийство
Годеджон вернулся дважды в Спрингфилд в июне 2015 года, когда Джипси и её мать были на приёме у врача. После того, как они вернулись домой и Ди-Ди уснула, он вошёл в их дом. Джипси впустила его и, как утверждается, дала ему скотч, перчатки и нож, чтобы он использовал их для убийства Ди-Ди. Позже Джипси утверждала, что не ожидала, что он сможет это сделать.
Джипси спряталась в ванной и закрыла уши, чтобы не слышать крики матери. Годеджон ударил Ди-Ди несколько раз в спину ножом, пока она спала. Затем он и Джипси занялись сексом в комнате Джипси, после чего взяли 4 000 долларов наличными, которые Ди-Ди хранила в доме, в основном полученных из чеков на содержание ребёнка, которые отправлял отец Джипси. Они сбежали в мотель за пределами Спрингфилда, где остановились на несколько дней, планируя свой следующий переезд. В это время их запечатлели камеры видеонаблюдения в нескольких местных магазинах. Позже Джипси сказала, что в тот момент они думали, что им удалось избежать наказания за преступление.
Они отправили орудие убийства почтой в дом Годеджона в Висконсине, чтобы его не поймали, а затем сели на автобус. Несколько свидетелей видели их по пути к станции Грейхаунд и отметили, что у Джипси был светлый парик, и она ходила без посторонней помощи.

## Расследование и арест
Увидев тревожный статус в Facebook, опубликованный в аккаунте Ди-Ди, друзья Бланшар заподозрили, что что-то не так. Когда на телефонные звонки никто не ответил, некоторые из них пошли к их дому.
Хотя они знали, что Бланшары часто уезжали в медицинские поездки без предупреждения, они увидели, что Nissan Cube Ди-Ди, модифицированный для размещения инвалидного кресла Джипси, всё ещё стоял на подъездной дорожке, что делало такое объяснение маловероятным. Защитная плёнка на окнах мешала заглянуть внутрь при слабом освещении. Никто не открыл дверь, поэтому они позвонили в службу 911. Когда приехала полиция, им пришлось дождаться выдачи ордера на обыск, прежде чем они смогли войти в дом, но они позволили одному из присутствующих соседей пролезть через окно, где тот увидел, что внутри почти нет никаких повреждений, и все инвалидные коляски Джипси на месте.
Когда был выдан ордер, полиция вошла в дом и вскоре нашла тело Ди-Ди. На GoFundMe (краудфандинговая платформа) была создана учётная запись для оплаты её похорон, возможно это сделала Джипси. Все, кто знал Бланшар, опасались худшего — даже если Джипси не пострадала, они считали, что она будет беспомощна без инвалидной коляски, лекарств и вспомогательного оборудования, такого как кислородные баллоны и трубка для кормления.
Вудманси, которая была среди собравшихся на лужайке Бланшар, рассказала полиции всё, что она знала о Джипси и её тайном парне в Интернете. Она показала им распечатки с его именем, которые она сохранила. Основываясь на этой информации, полиция попросила Facebook отследить IP-адрес, с которого были сделаны публикации в аккаунте Ди-Ди. Оказалось, что это в Висконсине. На следующий день полицейские округа Уокешо окружили дом Годеджонов в Биг-Бенде. Николас и Джипси сдались и были взяты под стражу по обвинению в убийстве и вооружённом уголовном преступлении.
Новость о том, что Джипси в безопасности, была встречена с облегчением в Спрингфилде, куда она и Годеджон были вскоре экстрадированы и содержались под залогом в 1 миллион долларов. Но, объявляя эту новость, шериф округа Грин Джим Арнотт предупредил, что «вещи не всегда такие, какими кажутся». СМИ в Спрингфилде вскоре сообщили правду о жизни Бланшаров: что Джипси никогда не болела и всегда могла ходить, и что её мать заставляла её притворяться, используя физическое насилие, чтобы контролировать её. Арнотт призвал людей не жертвовать деньги семье, пока следователи не узнают масштабы мошенничества.

## Суд
После раскрытия того, как Ди-Ди обращалась с Джипси все эти годы, симпатия к ней как к жертве насильственного убийства быстро переместилась на её дочь как давнюю жертву жестокого обращения с детьми. В то время как обвинение в убийстве первой степени по закону Миссури может повлечь за собой смертную казнь или пожизненное лишение свободы без права досрочного освобождения, окружной прокурор Дэн Паттерсон вскоре объявил, что не будет требовать его ни для Джипси, ни для Годеджона, назвав дело «экстраординарным и необычным». После того, как поверенный Джипси получил её медицинские записи из Луизианы, они заключили сделку о признании вины за убийство второй степени. Джипси позже рассказала BuzzFeed, что она была настолько истощена за время проживания с матерью, что в течение года, проведённого в окружной тюрьме набрала 14 фунтов (6,4 кг). В июле 2015 года она согласилась на сделку о признании вины и была приговорена к 10 годам тюремного заключения.
Годеджону было предъявлено более суровое обвинение, поскольку обвинение утверждало, что он был инициатором заговора об убийстве, и он, и Джипси согласились, что это он на самом деле убил Ди-Ди. Её соглашение о признании вины не требовало от неё свидетельских показаний против него. В январе 2017 года суд над ним был отложен, когда обвинение потребовало повторного психиатрического освидетельствования. Его адвокаты утверждали, что коэффициент его интеллекта 82 и у него расстройство аутистического спектра, что указывает на его ограниченную вменяемость. Первоначально он отказался от своего права на суд присяжных, но передумал в июне того же года.
В декабре 2017 года судья назначил суд над Годеджоном на ноябрь 2018 года. В своём вступительном заявлении обвинение утверждало, что Годеджон вёл переговоры более года перед преступлением, в то время как его адвокаты указали на его аутизм и сказали, что Джипси спланировала преступление, а их влюблённый клиент только сделал, как она просила. На следующий день обвинение показало присяжным текстовые сообщения, иногда откровенно сексуального характера, которыми Джипси и Годеджон делились за неделю до убийства, часто используя разные персонажи, а также нож, который он использовал для совершения убийства. В некоторых сообщениях он просил её рассказать подробности о комнате Ди-Ди и её привычках ко сну. Они были дополнены видеозаписью его интервью с полицией после ареста, где он признал, что убил её.
Джипси давала показания на третий день судебного заседания. Она сказала, что, хотя она действительно предлагала Годеджону убить Ди-Ди, чтобы положить конец жестокому обращению её матери, также она обдумывала возможность забеременеть от него в надежде на то, что после рождения ребёнка от Годеджона, Ди-Ди примет его. Вместе с ножом, который она в итоге дала Годеджону, она украла детскую одежду из Walmart во время похода по магазинам, чтобы можно было реализовать любой из планов. Однако, по её словам, Годеджон никогда не говорил ей, что думает о возможности завести ребёнка.
Через четыре дня дело было отдано на рассмотрение присяжных. У присяжных была возможность признать Годеджона невиновным или виновным по одному из трёх обвинений в убийстве: непредумышленное, второй или первой степени. После двухчасового обсуждения они вернулись с приговором, и Годеджон был признан виновным в убийстве первой степени и вооружённом преступлении.
В феврале 2019 года он был приговорён к пожизненному заключению по обвинению в убийстве — единственно возможный вариант, поскольку обвинение отказалось добиваться смертной казни. Годеджон попросил судью Дэвида Джонса снисхождения по обвинению в вооруженном преступлении, которое предусматривает минимальный срок лишения свободы всего на три года, заявив, что он «слепо влюбился» в Джипси. Он был приговорён к 25 годам лишения свободы по этому обвинению, что совпадает с пожизненным заключением.
Джонс также отверг ходатайство адвоката Годеджона Дьюэйна Перри о проведении нового судебного разбирательства. Перри утверждал, что присяжным нельзя было разрешить услышать, что Годеджон рассматривал возможность изнасилования Ди-Ди в ночь убийства, и он также утверждал, что психологу штата не должно было быть разрешено давать показания, в то время как психолог Годеджона должен был дать показания, чтобы установить, что у него ограниченная вменяемость. Судья отклонил ходатайство, признав, что апелляционный суд может счесть последний пункт существенным и счесть его обратимой ошибкой.

## Последствия и реакции

### Общество
Соседи, которые всегда заботились о матери и дочери, глубоко погрузились в поиски того, как их обманули. Алеа Вудманси, чья информация об отношениях Джипси с Годеджоном привела полицию к паре на следующий день после обнаружения тела Ди-Ди, сказала, что плакала от недоверия Джипси, узнав, что она никогда не болела и не была инвалидом. Её мать вспомнила, как все приняли заявления Ди-Ди, не требуя доказательств, и задалась вопросом, не смеялись ли мать и дочь втайне над наивностью своих соседей. Ким Бланшар (не родственница), которая накануне вечером вызвала в дом помощников шерифа, сказала: «Во что я верила? Как я могла быть такой глупой?». Несмотря на разоблачения, 60 человек организовали мемориал при свечах для Ди-Ди в центре Спрингфилда в ночь после того, как было обнаружено её тело.
«В Спрингфилде… мы дающее сообщество, мы окружаем людей любовью и финансами, которые, по нашему мнению, нуждаются в этом», — сказал шериф Арнотт на своей пресс-конференции, объявив правду истории Бланшаров. «Тем не менее, очень часто нас обманывают, и я думаю, что теперь это правда, и она у нас под рукой». Только одна из благотворительных организаций, которые помогали им, рассказала об этом деле. Представитель Habitat for Humanity International, чьи волонтёры построили дом Бланшаров вместе с другими на их улице, сказал: «Мы действительно глубоко опечалены всей ситуацией».

### Семья
Семья Ди-Ди в Луизиане, противостоявшая ей из-за обращения с Джипси несколько лет назад, не сожалела о её смерти. Её отец, мачеха и племянник, которые впервые рассказали подробности о реальном здоровье Джипси, когда она впервые была прикована к инвалидной коляске, позже сказали, что Ди-Ди заслужила свою судьбу, а Джипси была наказана настолько, насколько ей нужно. Никто из них не стал платить за её похороны и даже не забрал её прах, её отец и мачеха в конце концов смыли его в унитаз.
Род Бланшар, отец Джипси, менее критичен. «Я думаю, что проблема Ди-Ди заключалась в том, что она запустила сеть лжи, и после этого не было выхода», — сказал он BuzzFeed. «Это было похоже на начало торнадо». Он был счастлив, когда впервые увидел видео, на котором Джипси идёт сама.

### Джипси-Роуз
Я чувствую себя более свободной в тюрьме, чем с мамой. Потому что теперь мне разрешено жить как нормальной женщине.
В программе «20/20», 4 января 2018 года
Джипси, отбывающая наказание в исправительном центре Чилликот в Миссури, не разговаривала со СМИ до тех пор, пока не обратилась с заявлением. В нём она сказала репортеру BuzzFeed Мишель Дин, что смогла исследовать делегированный синдром Мюнхгаузена на тюремных компьютерах, и у её матери были все симптомы. «Я думаю, она была бы идеальной мамой для того, кто действительно был болен», — сказала Джипси. Она поверила утверждению Ди-Ди о том, что у неё рак, хотя знала, что может ходить и есть твёрдую пищу, что привело её к регулярному бритью головы. Однако она всегда надеялась, что врачи разберутся с обманом, и была разочарована тем, что никто, кроме Фластерштейна, этого не сделал.
Также в интервью Джипси вспомнила инцидент 2011 года на съезде научной фантастики, который заставил её задуматься, почему ей не разрешают иметь друзей, подобно другим её сверстникам. Хотя она сказала, что Годеджон воплотил их праздные разговоры об убийстве в реальность, она признаёт, что совершила преступление и должна жить с последствиями. Тем не менее, в тюрьме она чувствует себя свободнее, чем раньше, и надеется помочь другим жертвам насилия.
По словам эксперта Марка Фельдмана, жертвы делегированного синдрома Мюнхгаузена часто избегают врачей и больниц в своей дальнейшей жизни из-за сохраняющихся проблем с доверием. По словам её семьи, Джипси также временами демонстрирует те же социопатические манипулятивные формы поведения, что и её мать, которая на протяжении большей части её жизни была её единственным образцом для подражания. «Она уже психологически скомпрометирована, и ей понадобится как можно больше семейной поддержки и любой другой поддержки, которую она может получить», — сказал Фельдман Vulture после просмотра документального фильма Карра, в котором он появляется. Он также указывает, что посттравматическое стрессовое расстройство, вероятно, будет проблемой для её дальнейшего развития. «Я надеюсь, что они найдут кого-нибудь, у кого она решит поселиться, кто готов оказать поддерживающую психотерапию».

### Медицинское сообщество
Доктор Фластерштейн, детский невролог, который считал, что Джипси полностью способна ходить самостоятельно, и написал в своих заметках, что подозревал делегированный синдром Мюнхгаузена у Ди-Ди, говорит, что это был лишь второй подобный случай, с которым он когда-либо сталкивался. Он узнал об убийстве Ди-Ди руками Джипси и её парня позже в 2015 году, когда бывшая медсестра отправила ему новость по электронной почте. «Бедная Джипси», — сказал он. «Она страдала все эти годы без всякой причины». Он сказал Дину, что хотел бы сделать больше.
Фельдман, говоря о документальном фильме Карра, винит его в том, что он сделал Фластерштейна в этой истории героем: «Он совершенно неправильно понимал свои обязанности врача, а также юридические требования сообщать о предполагаемом жестоком обращении или пренебрежении», — сказал Фельдман. «Эта загадка возникает каждый раз, случай за случаем, когда бесчисленные врачи оценивали пациента, возможно, у них были вопросы, которые они держали при себе, и просто продолжали лечить или направлять к специалистам и таким образом закрывать дело».
Хотя формально поставить Ди-Ди делегированный синдром Мюнхгаузена технически невозможно, так как она мертва, Фельдман сказал Springfield News-Leader после признания вины Джипси, что он может с уверенностью сказать, что Ди-Ди имела этот синдром, основываясь на том, что он знал о деле. «Джипси была инфантилизирована и держалась подальше от своих сверстников», — сказал он. «Она была для Ди-Ди не более чем инструментом, позволяющим перемещаться по миру так, как она хотела». Он сказал, что это было «беспрецедентным» за все 24 года, в течение которых он изучал расстройство, когда ребёнок, подвергшийся насилию, убил жестокого родителя, как это сделала Джипси.

## В популярной культуре

### Фильмы
- HBO снял документальный фильм «Мёртвая мамуля» (Mommy Dead and Dearest) режиссёра Эрин-Ли Карр об убийстве и его связи с делегированным синдромом Мюнхгаузена. В фильм вошли кадры допроса и эксклюзивные интервью с Ником Годеджоном и Джипси-Роуз. Премьера состоялась 15 мая 2017 года[32][33].
- Телесериал «Притворство», 2019 год.
- Фильм-триллер «Взаперти», 2020 год.

### Телевидение
21 ноября 2017 года в ток-шоу CBS «Доктор Фил» показали интервью с Джипси-Роуз, её отцом и мачехой (эпизод «Мать лучше знает: история делегированного синдрома Мюнхгаузена и убийства»).
5 января 2018 года в информационно-новостном шоу ABC «Доброе утро, Америка» показали эксклюзивное тюремное интервью с Джипси-Роуз (сегмент «Мать всех убийств»).
Программа ABC «20/20» состояла из первого сетевого интервью Джипси-Роуз из тюрьмы, а также из интервью с Николасом Годеджоном (эпизод «История Джипси Бланшар»).
13 августа 2017 года сериал «Инспектор розыска» телеканала Sony Entertainment показал эпизод под названием «Смерть в социальных сетях», основанный на этом случае, но место действия было перенесено в Индию. Персонажи Ария и Аанчал были основаны на Джипси и Ди-Ди Бланшар соответственно.
29 января 2018 года в сериале «Джеймс Паттерсон. Убийство навсегда» канала Investigation Discovery, вышел эпизод «Мать всех убийств».
Investigation Discovery также выпустил в эфир двухчасовой специальный документальный фильм под названием «Месть Джипси». Джипси-Роуз даёт интервью из тюрьмы, во время которого она описывает свои отношения с матерью. Отец, родственники и друзья Джипси дают интервью в присутствии представителей власти.
В январе 2019 года в эфире Lifetime вышел фильм «Люблю тебя до смерти» (Love You to Death), в который был «вдохновлён реальными событиями». Марша-Гей Харден сыграла Ди-Ди, Эмили Скеггс — Джипси-Роуз, Бреннан Кил-Кук — Ника, а Тейт Донован — Рода. «Я думаю, каждый подросток хочет в какой-то момент убить своих родителей», — сказала Харден TV Insider. 27 января 2019 года в эфир вышел «специальный выпуск» фильма с закулисными интервью с Харден и Скеггс. В одном из этих интервью Скеггс упомянула, что в сценах, где её героиня была лысой, она носила специальную накладку.
В 2019 году Hulu объявил о создании криминального сериала «Притворство» (The Act). 8-серийный мини-сериал основан на статье Мишель Дин в BuzzFeed 2016 года. Дин выступила как один из исполнительных продюсеров и сценаристов сериала. Джоуи Кинг получила роль Джипси-Роуз, она побрила голову для роли. Патрисия Аркетт сыграла Ди-Ди. Премьера сериала состоялась 20 марта 2019 года.
В веб-сериале Netflix 2019 года «Политик» персонажи Инфинити Джексон, Рикардо и Дасти Джексон, соответственно, основаны на Джипси-Роуз Бланшар, Николасе Годеджоне и Ди-Ди Бланшар.

## Комментарии
1. ↑  Хотя Род говорит, что связи между именем его дочери и стриптизёрши Джипси-Роуз Ли нет, журналисты, освещавшие это дело, отметили сходство между этим и прошлым Джипси-Роуз Ли, чья мать также контролировала её жизнь, заставляла её действовать вопреки её желанию и сохраняла отдельные свидетельства о рождении, которые она использовала всякий раз, когда это было выгодно для неё, так же, как Клоддин сделала со своей собственной дочерью[3].
2. ↑  Департамент исправительных учреждений штата Миссури сообщает, что она на один дюйм ниже (148 см) и весом 100 фунтов (45 кг)[15].
3. ↑  Фластерштейн отрицает, что это был он[3].
4. ↑  В заявлении о вероятной причине, представленном вместе с заявлением о выдаче ордера на обыск дома Годеджонов, говорится, что Джипси сказала ему зарезать её мать[20].